# Williamstown (Massachusetts)
Williamstown es un pueblo ubicado en el condado de Berkshire, en el estado estadounidense de Massachusetts. Según el Censo de 2010 tenía una población de 7 754 habitantes y una densidad poblacional de 63,85 personas por km².
Forma parte del área metropolitana de Pittsfield (Massachusetts). Se trata de una ciudad universitaria y es la sede del Instituto de Arte Clark y del Festival de Teatro de Williamstown, que se celebra cada año en los meses de julio y agosto.

## Historia
Originalmente llamada West Hoosac, el área fue poblada por primera vez en 1749. La Fortaleza West Hoosac, un fortín y empalizada, fue construido en 1756. La ciudad fue incorporada en 1765 como Williamstown después de Ephraim Williams, que fue asesinado en la guerra franco-india. Legó una suma importante a la ciudad en la condición que fue nombrada después de él y comenzó una escuela gratutia. En 1791, la escuela abrió sus puertas, convirtiéndose en Williams College en 1793.
La principal industria fue la agricultura, particularmente la industria láctea, la cría de ovejas y la producción de lana. Los aserraderos y molinos operaban por el sistema de agua en los arroyos. Finalmente, se añadieron molinos más grandes, incluyendo compañías. A. Loop & Company, producía cuerdas. Con la apertura del ferrocarril, llegaban turistas. Se establecieron varios hoteles y posadas, incluyendo el Hotel Idlewild y el Hotel Greylock. A finales de 1930 y 1940, E. Parlmelee Prentice y su esposa Alta, hija de John D. Rockefeller, crearon Mount Hope Farm. Con una mansión diseñada por James Gamble Rogers, es una de las granjas experimentales más grandes del país. Hoy en día, pertenece a Williams College.

## Geografía
Williamstown se encuentra ubicado en las coordenadas 42°41′45″N 73°13′19″O / 42.69583, -73.22194. Según la Oficina del Censo de los Estados Unidos, Williamstown tiene una superficie total de 121.44 km², de la cual 121.11 km² corresponden a tierra firme y (0.27%) 0.33 km² es agua.

## Demografía
Según el censo de 2010, había 7.754 personas residiendo en Williamstown. La densidad de población era de 63,85 hab./km². De los 7.754 habitantes, Williamstown estaba compuesto por el 87.46% blancos, el 2.89% eran afroamericanos, el 0.1% eran amerindios, el 5.16% eran asiáticos, el 0.05% eran isleños del Pacífico, el 0.99% eran de otras razas y el 3.34% pertenecían a dos o más razas. Del total de la población el 4.13% eran hispanos o latinos de cualquier raza.

## Residentes notables
- Herbert A. Allen, Jr., empresario
- Bernard Blair, diputado
- Gerald Warner Brace, autor & educador
- James MacGregor Burns, historiador & biógrafo
- Albert Cummings, guitarrista de blues
- Daniel Dewey, diputado
- Dick Farley, jugador de fútbol y entrenador
- Stephen Hannock, pintor
- Carol Holloway, actriz
- Peter H. Hunt, productir y director
- Alex Kershaw, autor inglés
- Elizabeth Kolbert, periodista y autor
- Joe McGinniss, autor
- John Bennett Perry, actor
- Matthew Perry, actor
- Cole Porter, compositor
- Roger Rees, actor
- Christopher Reeve, actor
- Dick Sabot, economista
- Jane Swift, política, exgobernadora de Massachusetts.
- William Henry Vanderbilt III
- Fay Vincent, comisionado de béisbol
- William Wootters, físico cuántico
- Ali Fedotowsky, estrella de televisión de reality
- Farah Pahlavi, ex emperatriz de Irán